# Jodio Loco Sucio
Jodio Loco Sucio (también conocidos y abreviaciones como JLS y J.L.S.) es un grupo de rock de República Dominicana, formado en 1992. Actualmente está basado en Zaragoza, España.

## Historia

### Un principio desde un final
A finales de los 80, Leo Susana sale de la banda Toque Profundo y en 1991, se asocia con el baterista Máximo Gómez (también egresado de T.P.). Forman el dúo experimental JLS + Cousin Max, grabando algunos demos e iniciando la primera etapa de lo que se convertiría en JLS. En 1992, realizan las primeras grabaciones: "Distraught", "Howling", "Stay", "Saquen La Gran Muralla", "Faro A Colon" y "Quítate El Velo", todas grabadas y producidas por Gómez y Susana.
En las Olimpiadas Rock de 1993 de Santo Domingo realizan su primer concierto como invitados, interpretando sus propias canciones entre ellas Patrá! "La Onda Fatal", "Yo Te Siento", "Faro A Colon" y otros. En 1994, se presentan nuevamente en las Olimpiadas Rock y presentan su primer concierto oficial titulado PA'TRA' en el Auditórium del Dominico-Americano.
Con Susana como compositor y figura principal, el grupo trabaja en una línea más pesada que las demás bandas locales del momento que se habían concentrado en el Pop Rock y el Alternativo. Fuertes influencias de Metallica, Judas Priest, AC/DC y del movimiento Punk, hacen de JLS una banda con un nuevo sonido en el Rock Dominicano. Las letras de Susana lanzan fuertes críticas a la sociedad corrompida en que vive.

## Testigos de la Historia
En 1995, Máximo Gómez se retira del grupo para dedicarse a otros proyectos. Leo y Miguel contactan a Luinis Quezada, baterista veterano de los grupos Quo Vadis y RIU2, a tiempo para realizar otro concierto en el Dominico-Americano: OTRA VEZ PATRA
A finales del 95 entran a los estudios Midilab bajo la producción de Allan Leschhorn a iniciar las sesiones de lo que será la primera producción del trío.
La banda saca al mercado dos producciones: Testigos de la Historia (1997) y Pa'Tra III en vivo(1998), logrando 2 nominaciones a los premios Casandra. También obtuvieron los galardones 'Mejor Producción' (Testigos de la Historia, 1997), Concierto del Año, Mejor Grupo Pesado y Mejor Actuación en Vivo en Lo Mejor del Rock Dominicano. Además, realizan conciertos en Las Ruinas de San Francisco y en el Teatro Agua y Luz, en Santo Domingo. Después de estos conciertos, Miguel y Luinis se dedican a su otro proyecto, GUAITIAO, el cual llevaban paralelamente a JLS.

## Serpiente en el Huerto
En agosto de 1999, JLS cambia su estructura de manera radical; Guy Frómeta en la batería y Peter Nova en el bajo, son los nuevos integrantes. Esta banda heavy buscara un estilo marcado por las influencias de Jimi Hendrix, Rage Against The Machine y Molotov fusionados como algunos ritmos caribeños traídos por la nueva sección rítmica de Frometa y Nova, militantes estos del Transporte Urbano de Luis Días. Con el ingeniero Bil Emmons en los controles, la nueva producción de JLS Serpiente En El Huerto fue grabada y mezclada completamente en los estudios Big House, en New York. En marzo del 2000 agotan una gira por los Estados Unidos.
En agosto del 2000 fueron escogidos junto a Toque Profundo, para tocar junto a Molotov, Aterciopelados, Café Tacuba y Enanitos Verdes como parte del Wacha Tour, en la República Dominicana. Viajan por tercera vez a New York y se presentan en el 1.er Festival de Rock Dominicano en N.Y.
En el 2002 el sello discográfico español, Zero Records, licencia y edita la producción Serpiente en el Huerto para España.

## Un Año de Odio... Un Siglo de Miedo
En el 2003, para la grabación de la producción Un Año De Odio...Un Siglo de Miedo, participan Luinis Quezada, Gigi Cano, Guy Frometa, Peter Nova, Allan Leschhorn y Luichy Guzmán.
Un Año De Odio alude mucho al rock pesado de los 80's, Al hardcore, al punk y al heavy metal. Es un disco rápido, agresivo y temático. Las letras en su mayoría tratan el mundo a través de los ojos del odio. Ve el abuso del poder, del prójimo, de la sociedad, del ser a través de los ojos del abusador.
A mediados del 2003 comienzan a promocionar "Un Año de Odio...Un Siglo de Miedo" con presentaciones en diferentes escenarios de la Rep. Dom. Conciertos, entrevistas para radio, televisión, páginas de Internet y la prensa.
En 2004, Leo Susana y su nuevo JLS ahora conformado por Luinis Quezada en la batería y Allan Leschhorn en el bajo viajan a Puerto Rico y España.
En el 2005 Leo Susana se junta en la ciudad de Nueva York con Abel García en el bajo y Gigi Cano en los drums para realizar una serie de conciertos, principalmente el DC Latin Rock Festival en mayo del mismo año.

## Actualidad
En el 2007 JLS se reforma esta vez basada en Zaragoza, España con Leo Susana en la guitarra y voz, Gigi Cano en la batería y el Zaragozano Marce Marco en el bajo. Están trabajando en lo que será la próxima producción tentativamente titulada Everything about Nothing.

### Miembros pasados
- Máximo Gómez - Batería (Desde 1992 hasta 1995)
- Miguel Gómez - Bajo (Desde 1993 hasta 1999)
- Allan Leschhorn - Bajo (Desde 2002 hasta 2005)
- Peter Nova - Bajo (Desde 1999 hasta 2002)
- Guy Frometa - Batería (Desde 1999 hasta 2002)
- Luinis Quezada - Batería (Desde 1995 hasta 1999, 2002 hasta 2005)
- Abel García - Bajo (en Nueva York) (2002, 2005)
- Henry Mena - Bajo (NYC/Madrid) (2001)

## Discografía

### Álbumes
- Testigos de la Historia - 1997

1. "Enemigo de la sociedad"
2. "Me da la gana"
3. "Caída del sol naciente"
4. "El Día Que Decidí ser Padre"
5. "Saquen la Gran Muralla"
6. "Es Que Tú"
7. "El Precio de la Fama"
8. "Dame tu Sexo"
9. "Lunático"
10. "Yo Te Siento"
11. "La Onda Fatal"
12. "Harto de Existir"
13. "Eres Cabeza Dura"
14. "Distraught"
15. "Faro a Colón"
16. "Quítate el Velo"
17. "Pa' 'Tra'"
18. "Nadie Sabe"

- Serpiente en el Huerto - 2000

1. "Privilegio es vivir en una democraC.I.A"
2. "Leña"
3. "El Rey del Mosh"
4. " Sofocado"
5. "J.L.S. (Jodio Loco Sucio)"
6. "Diputado Man"
7. "El Precio de la Fama"
8. "Más allá"
9. " Legión"
10. "Confusión"
11. "Control total"
12. "La Vegana Vengadora"
13. "En la soledad"

- Un Año de Odio..., Un Siglo de Miedo - 2003

1. "Harto"
2. "País:Caos"
3. "Carta de odio"
4. "Un Año de odio"
5. "Un siglo de miedo"
6. "Fuck u Up"
7. "Frío Metal"
8. "Pedazo de mierda"
9. "Los títeres de Sam"
10. "Ah..., Los Dictadores"
11. "Maco Jones"
12. "Mata Locura"
13. "Vete"
14. "Te Juro"
15. "Sharon"
16. "Gente de ma'"
17. "No me importa"
18. "Creator'"
19. "Speak Softly, Carry Big Stick "
20. "Gatillo 100 "

- Crudo - 2007 (recopilatorio)

1. "Intro"
2. "Maco Jones"
3. "Carta de odio"
4. "Damn you"
5. "Fuck you up"
6. "Ah! Los dictadores"
7. "Opposed to Potus"
8. "Gente de ma'"
9. "Más allá"
10. "Legión"
11. "Sinking"
12. "Privilegio de vivir en una DemocraC.I.A"
13. "Leña"
14. "Rey del mosh"
15. "Confusión"
16. "Love Garage"
17. "Voodoo"
18. "J.L.S"
19. "Enemigo de la Sociedad "

### Premios
Premios Lo Mejor Del Rock Dominicano
- Evento o Concierto: Patra 3 Ruinas de San Francisco (1998)
- Producción del Año: Testigos de la Historia (1998)
- Mejor video: Lunatico (1998)

### Nominaciones
Premios Casandra
- Mejor Grupo de Rock (1999)
- Mejor Grupo de Rock (2000)